# Fudder (Einheit)
Fudder, auch Fodder, war ein englisches Maß mit dreifacher Bedeutung.
Einmal ein Stück- und Zählmaß und ein anderes Mal eine englische Masseneinheit. Als Masseneinheit im Geschäft mit Blei wurde Fudder, auch Fodder oder Tun genannt, Die Tun kann als die englische Tonne angesehen werden. Diese Einheit war neben dem Handelsgewicht auch ein Volumen- und Flüssigkeitsmaß.
Genauso wie der deutsche Fuder meint er als Drittes ein Raummaß, in diesem Fall 16 Kubik-Fuß, dann wird aber auch alternativ der Begriff fother verwendet.

## Stück- und Zählmaß
- 1 Fudder Heu oder Stroh = 36 Bund[3]
- Heu 1 Bund = 56 Pfund, aber wenn es frisch war 60 Pfund (engl.)
- Stroh 1 Bund = 36 Pfund (engl.)

## Masseneinheit im Bleihandel
- 1 Fudder/Foster[4] = 28 Hundredweight (= 50,802 Kilogramm) = 28 Zentner = 1422,5 Kilogramm[5]

Vor 1835 hatte das Maß noch andere Werte.
Ein Hundred/Zentner kann mit 120 Pfund (1 Pfund (Avoirdupois-Pound) = 453,59 Gramm) gerechnet werden. Das Maß war regional verschieden und es waren beispielsweise in
- London, Chester und Hull 1 Fudder = 20 Hundred/Zentner (Handelsgewicht bei sogenanntem Rollenblei)
- London und Hull 1 Fudder = 19,5 Hundred/Zentner = 2084 engl. Pfund = 993.077 Gramm (sonstiges Blei, Grundlage 112 Pfund)
- Chester und Hull 1 Fudder = 19,5 Hundred/Zentner = 2340 engl. Pfund = 1.061.096 Gramm (Grundlage 120 Pfund)
- Newcastle 1 Fudder = 21 Hundred/Zentner = 2452 engl. Pfund = 1.066.547 Gramm
- Bantry 1 Fudder = 21,5 Hundred/Zentner = 2408 engl. Pfund = 1.091.945 Gramm
- Stockton 1 Fudder = 22 Hundred/Zentner = 2464 engl. Pfund = 1.117.343 Gramm
- Derby 1 Fudder = 22,5 Hundred/Zentner = 2520 engl. Pfund = 1.142.742 Gramm

Für Bleierz wurde das Maß Oredish (Erzschüssel) verwendet.